# Kalon
 (juin 2019).
Si vous disposez d'ouvrages ou d'articles de référence ou si vous connaissez des sites web de qualité traitant du thème abordé ici, merci de compléter l'article en donnant les références utiles à sa vérifiabilité et en les liant à la section « Notes et références ».
Kalon est une dessinatrice de bandes dessinées, spécialisée dans le format mana depuis 2006.

## Biographie
Avec des amis, elle fonde l'association Tsuki no Shadow et édite le fanzine Spirit. Elle publie sa première série, Les Printemps désenchanteurs. En 2001, elle est publiée pour la première fois de manière semi-professionnelle dans le magazine Yumi, mais c'est en 2007 qu'elle signe son premier tome, parue dans Shogun Mag des Humanoïdes Associés.
En 2018, elle lance avec le scénariste Izu et Madd au storyboard une série shonen consacré à l'e-sport

## Albums publiés
- Love I.N.C. (dessin et scénario), avec Karos (collaboration au scénario), Les Humanoïdes Associés, coll. « Shogun » :

1. L'Attaque des clowns, 2007  (ISBN 9782731619287).
2. Lost... in Cap d'Agde, 2007  (ISBN 9782731619287).
3. Le Seigneur des blaireaux, 2008  (ISBN 9782731621730)

- e-DYLLE t. 1 : Parifornication (dessin), avec Karo set Nola (scénario), Les Humanoïdes Associés, coll. « Shogun », 2008  (ISBN 9782731621495).
- Versus Fighting Story (dessin), avec Izu (scénario) et Madd (storyboard), Glénat, coll. « Shônen Manga »:

1. Round 1, 2018  (ISBN 9782344021712).
2. Round 2, 2018  (ISBN 9782344026533).
3. Round 3, 2019  (ISBN 9782344033876).
4. Round 4, 2020  (ISBN 9782344037522).

- Talento Seven (dessin) avec Izu (scénario), Kana :